# Gorguts
Gorguts est un groupe canadien de death metal technique, originaire de Sherbrooke, au Québec. Formé en 1989 par Luc Lemay, le groupe s'oriente vers le metal avant-gardiste avec l'album Obscura. En 2002, le suicide du batteur Steve MacDonald amène à la suspension du groupe, jusqu'à l'annonce de son arrêt en 2004, ainsi que la formation par les membres Luc Lemay et Steeve Hurdle du groupe Negativa (qui publiera un EP en 2006). En 2008, Luc Lemay annonce une réactivation de Gorguts en parallèle. Steeve Hurdle meurt en mai 2012.

## Biographie

### Débuts (1989-1993)
Gorguts est formé en 1989 par Luc Lemay (chant et guitare), Gary Chouinard  (guitare), Éric Giguère (basse) et Stéphane Provencher (batterie). Ils enregistrent leur première démo, ...And then Comes Lividity, en 1990, qui les mèneront à signer au label Roadrunner Records. Leur premier album, Considered Dead, fait participer le guitariste James Murphy sur la chanson Inoculated Life et Chris Barnes aux chœurs sur les chansons Bodily Corrupted, Rottenatomy et Hematological Allergy.
En 1993, ils enregistrent leur deuxième album, The Erosion of Sanity, qui est plus expérimental et technique que Considered Dead. Cependant, il coïncide avec le déclin de popularité du death metal, et Roadrunner Records décide de renvoyer le groupe. Le groupe cesse de jouer pendant cinq ans, de nombreux fans pensant qu'il s'était séparé.

### DeObscuraà la séparation (1998-2005)
En fait, l'écriture de leur troisième album est terminée en 1993. Seulement, par manque des labelS, l'album est repoussé à de nombreuses reprises. Lemay, seul membre originel restant, revient en 1998 sur le label Olympic Recordings avec une nouvelle formation comprenant Steeve Hurdle (guitare), Steve Cloutier (basse) et Patrick Robert (batterie). Sous cette formation, ils enregistrent leur troisième album studio, Obscura, qui sera considéré comme « l'un des albums les plus progressifs, dans et en dehors du metal. »
Après Obscura, Hurdle quitte le groupe et est remplacé par Dan Mongrain, du groupe de death technique Martyr, et Robert est remplacé par Steve MacDonald à la batterie. Le nouvel album de Gorguts, From Wisdom to Hate, est publié en 2001. L'album est stylistiquement un mélange entre leurs premiers albums et Obscura. Lemay, principal compositeur de l'album, a expérimenté plusieurs sons, plus que des notes, en riffs, notamment sur la chanson Inverted qui fait usage de pick-slides, pick tapping et picking traditionnel.
Steve MacDonald, qui souffrait de dépressions récurrentes, se suicide en 2002, ce qui mène finalement à la séparation des Gorguts en 2005,. Lors d'un entretien, Lemay explique que « quand j'ai décidé de dissoudre le groupe en 2002 ou 2003… après la mort de Steve MacDonald, je ne voulais plus faire de musique et je voulais travailler le bois à plein temps. Je suis très fier de tout ce qu'a accompli le groupe, alors c'était bon pour moi… Pas de regret et encore moins de sentiment de ne pas en avoir terminé. » Lemay quitte Montréal, « parce que j'en avais assez d'y habiter. Je voulais me rapprocher de là où j'ai grandi et de la nature dans un sens. Après la mort de Steve, Je ne voulais plus faire de musique... » En 2006, Steeve Hurdle demande à Lemay de se joindre au groupe de Hurdle, Negativa, ce que Lemay accepte.

### Reformation etColored Sands(2008-2013)
En décembre 2008, une démo de Gorguts fait surface sur le web, et Lemay lui-même confirme une reformation à venir du groupe avec Colin Marston, Kevin Hufnagel et John Longstreth. Gorguts joue de nouveau sur scène et commence à écrire de nouvelles chansons, mais Lemay explique que le groupe n'enregistrera rien avant fin 2010 et prévoit un album pour 2011. En mai 2012, Steeve Hurdle meurt à la suite de complications liées à une opération chirurgicale. Des démêlés judiciaires concernant l'ancien contrat du groupe avec Olympic Records repoussent la sortie de l'album. Olympic a été racheté par Century Media, et Lemay souhaitait renégocier le contrat du groupe.
Le groupe signe avec Season of Mist et révèle un nouvel album intitulé Colored Sands, qui sera publié le 23 août 2013. Inspiré par Opeth et l'album The Incident de Porcupine Tree, Lemay tente d'écrire des chansons plus progressives. Le morceau classique The Battle of Chamdo est composé par Lemay au piano. Colored Sands est nommé d'un Juno Award en 2014.

### Pleiades' Dust(depuis 2014)
John Longstreth, dont les horaires de répétitions d'Origin étaient incompatibles avec ceux de Gorguts, se sépare du groupe en 2014. Il est remplacé par Patrice Hamelin, qui joue en live avec Gorguts depuis 2011.
Lemay annonce que Gorguts est en train de travailler sur un nouvel album qui comprendra une chanson longue. Pleiades' Dust, l'EP qui en résulte, est publié le 13 mai 2016. Il s'agit d'un album-concept parlant de la Maison de la sagesse à Bagdad pendant les heures sombres de l'Europe. Le 25 juillet 2016, le groupe annonce une tournée nord-américaine pour octobre 2016 avec Intronaut et Brain Tentacles en soutien à Pleiades' Dust,.

## Style musical et influences
Le style musical de Gorguts évolue constamment depuis la formation du groupe, passant d'un death metal relativement sombre et brutal à un style incroyablement complexe de death metal technique avant-gardiste. Dans les derniers albums, la musique du groupe se caractérise par une écriture structurellement complexe accompagnée de morceaux de guitare dissonante,. Luc Lemay explique s'inspirer d'Opeth, Deathspell Omega, et Porcupine Tree.

## Membres

### Membres actuels
- Luc Lemay - chant, guitare (1989–2005, depuis 2008)
- Kevin Hufnagel - guitare (depuis 2009)
- Colin Marston - basse (depuis 2009)
- Michel Bélanger - batterie (depuis 2023)

### Anciens membres
- Carlo Gozzi – basse (1989)
- Gary Chouinard – guitare (1989–1990)
- Sylvain Marcoux – guitare (1989–1993)
- Stéphane Provencher – batterie (1989–1993)
- Éric Giguère – basse (1990–1993)
- Steve MacDonald – batterie (1993–1995, 1998–2002, décédé en 2002)
- Steeve Hurdle – guitare, chant (1993–1999, décédé en 2012)
- Steve Cloutier – basse (1993–2004)
- Patrick Robert – batterie (1996–1998)
- Dan Mongrain – guitare (1999–2001)
- John Longstreth – batterie (2009–2014)
- Patrice Hamelin - batterie (2014-2023)

## Discographie

### Albums studio
- 1991 : Considered Dead
- 1993 : The Erosion of Sanity
- 1998 : Obscura
- 2001 : From Wisdom to Hate
- 2013 : Colored Sands
- 2016 : Pleiades' Dust

### Compilations et live
- 2003 : ...And then Comes Lividity / Demo Anthology (1990 à 1995)
- 2006 : Live in Rotterdam (1993)

## Référence
1er film de Dans Une Galaxie Près De Chez Vous  / 1m16s / ''Valence, j'ai été surpris par une attaque de Gorgut''